# Histoire des représentations
L'histoire des représentations est une sous-discipline de l’historiographie qui fait son apparition au cours des années 1980-1990. Elle s’insère dans l'histoire des mentalités, mais se détache de cette dernière sur certains aspects. En se concentrant sur des sources iconographiques et textuelles, l’histoire des représentations se donne pour objectif d’analyser la manière dont les gens (individus ou groupes) vivant à une époque donnée se représentent le monde qui les entourent. En outre, elle tâche également d’étudier les attitudes face à différents phénomènes (vie, mort, famille, etc.)

## Définition
L’histoire des représentations est apparue à la fin des années 1980. Cette sous-discipline de l’historiographie prend racine dans la critique de l'histoire des mentalités. L’histoire des représentations cherche à étudier la manière dont les hommes et les femmes du passé se représentaient la réalité. En d’autres termes, elle étudie les témoignages de ce « qu’un individu, un groupe, une collectivité a perçu d’une réalité et comment elle est parvenue jusqu’à nous ». 
Elle se détache de l'histoire des mentalités qui subissait de lourdes critiques au début des années 80. Cette dernière était fortement critiquée en raison du scepticisme quant à l'attribution d'états mentaux à des classes ou à des catégories sociales entières. De plus, ils mettent en doute l'emploi de méthodes quantitatives dans l'étude de ces états mentaux. L’histoire des mentalités était, selon Mandrou, une histoire des visions du monde, d’abord très culturelle; pour d'autres historiens dont Vovelle, l’histoire des mentalités était en fait l’histoire des représentations collectives. En comparaison, pour Roger Chartier, les représentations sont la manière par laquelle on rend présent ce qui est absent: cela peut se traduire par des gestes ou par des signes par exemple.  
L’histoire des représentations se désolidarise donc de ces caractéristiques pour se concentrer sur « les représentations qu'un individu se fait du monde, d'un éventuel au-delà, de lui-même et de l'autre. Ces représentations qui règlent le jeu du désir et de la répulsion ; qui décident des figures de l'angoisse et de l'horreur. Le système de représentations ne fait pas qu'ordonner le système d'appréciation ; il détermine les modalités de l'observation du monde, de la société ».
Les représentations ne sont donc plus considérées comme un simple « reflet mental » (sorte de superstructure au sens marxiste) de la réalité socio-politique, avec ses luttes et ses conflits d'intérêts et de pouvoir, mais plutôt comme l'espace, le « champ de bataille », où agissent et s'affrontent les acteurs et les partis opposés. Aucune démarcation claire ne sépare donc la réalité socio-politique (le monde matériel, l'univers des pratiques et de l'action politique) de la perception et de la représentation symbolique ou culturelle (langagière, artistique…) de cette réalité. Dans cette optique, l'histoire des représentations a pu être caractérisée comme une histoire culturelle du social.
Selon Roger Chartier et Alain Corbin, « le système de représentation détermine les modalités de l’observation du monde, de la société et de soi (selon Corbin). C’est en fonction de ce système que s’organise la description de la vie affective ». Chartier précise que l’histoire des représentations incite à un retour au social en passant par le culturel, à une reconstruction du social à partir de représentations que l’on se fait et qui conditionnent le social au moins autant qu’elles en sont le reflet.
Tout en étant distincte de l’histoire des mentalités, l’histoire des représentations partage certaines de ses caractéristiques. Tout est source pour ces courants historiographiques, notamment l’hagiographie et les documents littéraires et artistiques. Les historiens des représentations s'intéressent également aux thèmes iconographiques, aux symboles et aux rituels voire aux règles de politesse : l'histoire des représentations n'est donc pas détachée des structures sociales. La notion même de représentation est également en lien avec l’histoire des émotions, puisqu’elle englobe l’approche des attitudes collectives devant la vie, l’amour, la sexualité. L’histoire des affects, des émotions, des pulsions et passions est une autre extension de l’histoire des représentations collective.
Dans une perspective plus théorique, cette notion de représentation est avant tout conçue par l’historien comme un outil nécessaire de la chaîne conceptuelle, qui le guide dans la façon de nommer et définir les différents aspects de la réalité. Elle a permis de repérer et d’articuler les différents rapports que les individus ou groupes ont entretenus avec le monde social. Son axe de réflexion se situe au niveau des pratiques sociales relevant d'un inconscient psychologique plutôt que d'une conscience intellectuelle ; il privilégie les phénomènes collectifs aux aspects individuels. L’histoire des représentations est donc avant tout une histoire sociale, qui étudie les attitudes collectives à travers le filtre des représentations pour se distinguer de l’histoire conceptuelle du politique. 

## Origines et évolution
L’histoire des représentations est souvent considérée comme une sous-discipline de l’histoire des mentalités, qui elle-même découle de la Nouvelle Histoire, conceptualisée par l'école des Annales. Rédigée par des auteurs majoritairement français, l’histoire des représentations apparaît dans les années 1980-1990 à la suite du déclin de l'histoire des mentalités. Cette dernière a dominé l'historiographie dans les années 1970-1980 aux côtés de l'histoire totale conceptualisée par Fernand Braudel et prétend étudier entre autres, la démographie, l’économie, la psychologie et l’ethnologie. À la suite de son déclin, dû au fait que « beaucoup d’historiens, et en particulier ceux qui dirigeaient alors la discipline, refusaient de reconnaître pleinement et avec respect l’existence de rationalités anciennes, différentes des nôtres, ayant leur logique propre » , le terme « histoire des représentations » se généralise pour nommer cette sous-discipline qui étudie notamment les attitudes devant la vie, la famille et la mort. L'histoire des représentations redécouvre également les sentiments, les émotions et les pulsions à travers l’histoire.
Une figure emblématique de l’histoire des représentations est Roger Chartier. Ce théoricien propose de « faire une histoire avec un retour du social à partir des représentations que l’on s’en fait et qui le conditionnent » : les représentations deviennent ainsi un moyen de faire de l’histoire sociale, puisqu’elles sont le médium essentiel pour refléter les attitudes collectives. 
Il existe une ambiguïté sémantique entre le terme représentation (français) et representation (anglais). Le terme anglais évoque également la symbolique des contenus mentaux et de l’imaginaire. Selon les observations de Gérard Noiriel, les deux signifiés sont lexicalisés différemment en allemand : Vorstellung désigne le contenu mental alors que Darstellung indique l’expression symbolique. La polysémie du mot français peut donc prêter à confusion. De plus, le terme représentation peut également se rattacher aux images matérielles en incluant les représentations visuelles. Cette ambiguïté est davantage perceptible dans le domaine des études médiévales avec un rapprochement de « l’histoire des représentations » et de « l’anthropologie des images ». 
Aujourd'hui, l'histoire des représentations traite de sujets multiples tant elle peut s'appliquer à des sujets de nature différente (histoire de la famille, histoire de la violence, histoire animale, histoire des plantes etc.). Certains historiens se sont spécialisés dans cette approche à tel point que certains d'entre eux en sont devenus spécialistes de la méthode (Jean-Philippe Cornet, Myriam Watthee-Delmotte etc.).

## Méthodes et sources
L’histoire des représentations et ses professionnels se sont basés, dans un premier temps, sur une analyse quantitative afin de visualiser l’évolution et les inflexions significatives des représentations dans le temps. Ce qui est primordial lorsque l’on travaille sur l’histoire des représentations, c'est l’étude de ces dernières avec une vision chronologique de celles-ci. Cette méthode vient notamment de l’influence des travaux d’Ernest Labrousse et François Simiand sur l’histoire sociale. Du point de vue des sources disponibles, valorisées, elles sont principalement composées de testaments, ex-voto, retables, etc.  
Par la suite, l’étude des représentations va évoluer, et les historiens des représentations vont préférer l’étude de cas concrets, en opposition avec l’étude quantitative. Cette évolution dans la méthodologie de l’histoire des représentations pousse les historiens à étudier les individus représentatifs de l’« exception normale », théorisée par Carlo Ginzburg. Néanmoins, selon Michel Vovelle, ces deux approches ne sont pas nécessairement opposées, mais peuvent être complémentaires. 
Les sources disponibles pour l’histoire des représentations peuvent être de différents types. Ces dernières sont notamment des témoignages littéraires (aujourd’hui remis en question), mais surtout des documents iconographiques. L’histoire des représentations se base majoritairement sur les mots, les images et les symboles, qui en sont les sources principales. De plus, l’histoire des représentations étudie également les modalités de l’échange d’images par le livre, les réseaux de sociabilité ou encore les porte-paroles.

## Critiques
L’histoire des représentations connait aussi quelques critiques. Parmi celles-ci, il est possible de trouver un certain flou conceptuel. En effet, certains considèrent qu’il y a beaucoup de sous-branches à cette histoire des représentations comme l’histoire des émotions, des pulsions, des passions etc. Par ailleurs, les objets de l’histoire des représentations se sont complexifiés au cours des années, il est donc compliqué d’établir un état des lieux de la recherche à ce sujet. Elle apparait aussi comme la seule histoire culturelle possible. Peu de réunions de scientifiques sont organisées autour de ce sujet. Par conséquent, il convient de se demander s’il est encore possible d’envisager une autre histoire qui ne se fonde pas sur l’histoire des représentations. 

### Revues et groupes de recherches
- Representations (revue américaine pluridisciplinaire créée en 1983).
- Centre de Recherche sur l'Imaginaire (centre de recherches installé sur le campus de l'UCLouvain ).
- Centre Régional d'Histoire des Mentalités (centre de recherches installé à Montpellier).
- Groupe de recherches en Histoire des Représentations (à l'Université François Rabelais).

### Travaux en histoire des représentations (liste non exhaustive)
- Bernard-Griffiths S., Glaudes P. et Vibert B., La fabrique du Moyen Âge au XIXe siècle : représentations du Moyen Âge dans la culture et la littérature françaises du XIXe siècle, Paris, 2006.
- Deffayet D. et Vanderborght A., Peaux noires-regards blancs : les représentations de l'Africain dans l'imaginaire occidental, Bruxelles, 1995.
- Icher F., Les compagnonnages en France au XXe siècle: histoire, mémoire et représentations, Paris, 1999.
- Lecuppre G., "Images de la compétition royale à la fin du Moyen Âge", dans Collard F., Lachaud F., et Scordia L., Images, pouvoirs et normes. Exégèse visuelle de la fin du Moyen Âge (XIIIe – XVe siècle), Paris, 2008, p. 131-160.
- Martin H., Mentalités médiévales. 2, Représentations collectives du XIe au XVe siècle, Paris, PUF, 2001.
- Muchembled R, Société et mentalités dans la France moderne XVIe – XVIIIe siècle, Paris, Armand Colin, 1990.
- Rey M.-P., 1812, la campagne de Russie: histoire et représentations, Paris, 2012.
- Ruffini-Ronzani N., "Châtelains et évêques de Cambrai autour de l’an mil : réalités et représentations", dans Revue du Nord, vol. 410, no 2, 2015, p. 337-355.
- Tamagne Fl., Mauvais genre : une histoire des représentations de l'homosexualité, Paris, 2001.
- Vovelle M., Sociétés, mentalités, cultures: France (XVe – XXe siècles), Aix-en-Provence, Université d’Aix-en-Provence, 1997.
- Watthée-Delmotte M., La violence: représentations et ritualisations, Paris, 2002.

### Travaux à propos de l'histoire des représentations (liste non exhaustive)
- Artières P., "L’inscription dans un courant historiographique majeur", dans Sociétés & représentations, vol. 40, no 2, 2015, p. 343-349.
- Baschet J. et Schmitt J.-C. (dir.), L'image : fonctions et usages des images dans l'Occident médiéval, Paris, 1996.
- Bertrand R. et Carlotti, F.-X., "Des « mentalités » aux « représentations » : un moment de la recherche aixoise. Entretien de Régis Bertrand", dans Rives méditerranéennes, vol. 48, no 2, 2014, p. 189-207.
- Bourdieu P. et Chartier, R., Le sociologue et l’historien, Marseille, Agone, 2010.
- Boureau A., "La compétence inductive. Un modèle d'analyse des représentations rares", dans Lepetit B., dir., Les formes de l'expérience. Une autre histoire sociale, Paris, 1995, p. 23-38.
- Brilli E., "L'essor des images et l'éclipse du littéraire. Notes sur l'histoire et sur les pratiques de l'histoire des représentations", dans Brilli E., Dufal B (éd.) Dittmar P.-O. Faire l'anthropologie historique du Moyen Âge, num. mon. de l'Atelier du Centre des Recherches Historiques, 7/2010. En ligne: http://acrh.revues.org/index2028.html.
- de Certeau M., L’écriture de l’histoire, Paris, Gallimard, 1984.
- Chartier R. "Le monde comme représentation", dans Chartier R., Au bord de la falaise. L'histoire entre certitudes et inquiétude, Paris, 1998, p. 67-86.
- Corbin A., "Le vertige des foisonnements, esquisse panoramique d'une histoire sans nom", dans Revue d'histoire moderne et contemporaine, 39/1, 1992, p. 103-126.
- Corbin A., Deloye Y. et Haegel F., "De l’histoire des représentations à l’histoire sans nom. Entretien avec Alain Corbin", dans Politix, vol. 6, no 21, 1993, p. 7-17.
- Cousin B. et Gebeil S., "Des « ex-voto » au document audiovisuel. Pour une histoire des représentations. Entretien de Bernard Cousin", dans Rives méditerranéennes, vol. 48, no 2, 2014, p. 133-148.
- Daniel U., Kompendium Kulturgeschichte, Frankfurt a. M., 2002.
- Dekoninck R., "Le pouvoir des images. De l’histoire des mentalités à l’histoire des cultures visuelles" dans Clio Revue de l’Association des historiens et du Département d’histoire de l’UCL, no 125, 2006, p. 8-11.
- Delacroix C. (dir.), Historiographies : concepts et débats, Paris, Gallimard, 2010.
- Delacroix C., Dosse F. et Garcia P., Les courants historiques en France : 19e – 20e siècles, Paris, Armand Colin, 1999.
- Delacroix C., Dosse F. et Garcia P., Histoire et historiens en France depuis 1945, Paris, ADPF, 2003.
- Dortier J.-F., "L'univers des représentations ou l'imaginaire de la grenouille", dans Sciences humaines, t.128, 2002, p. 24-31 et 39 (bibliographie).
- Ginzburg C., "Représentation: le mot, l'idée, la chose", dans Annales. Économies Sociétés Civilisations, t.46, no 6, 1991, p. 1219-1234.
- Jodelet D. (dir.), Les représentations sociales, Paris, PUF, 2003.
- Kalifa D., « Représentations et pratiques » dans Delacroix C., et al (dir.), Historiographie. Concepts et débats, 2 vol., Paris, Gallimard, 2010, t. 2, p. 877-882.
- Le Goff J. et Nora P., Faire de l’histoire, Paris, Gallimard, 1974.
- Monnet Pierre, « Représentation(s) », dans Gauvard C., et Sirinelli J.-F. (dir.), Dictionnaire de l’historien, Paris, PUF, 2015, p. 596-601.
- Noiriel G., Qu'est-ce que l'histoire contemporaine, Paris, 1998.
- Poirrier P., Les enjeux de l'histoire culturelle, Paris, 2004.
- Prost A., Sociale et culturelle indissociablement, dans Rioux, J.-P. et Sirinelli, J.-F., dir., Pour une histoire culturelle, Paris, 1997, p. 131-146.
- Ricœur P., La mémoire, l'histoire, l'oubli, Paris, 2000, p. 238-253.
- Roucloux J., Retour sur un itinéraire intellectuel. De l’anthropologie à l’histoire des représentations, dans Revue du MAUSS, vol. 21, no 1, 2003, p. 405-425.
- Schmitt J.-C, « Représentations », dans Duhamel-Amado C. et Lobrichon G. (dir.), Georges Duby. L’écriture de l’histoire, Bruxelles, De boeck, 1996, p. 267-278.
- Solchany J., "Images et imaginaires. Le rôle des représentations en histoire", dans Vingtième Siècle, vol. 53, no 1, 1997, p. 157-158.
- Vovelle M., "Histoire et représentations", dans Ruano-Borbalan, J.-C. (dir.), L'histoire aujourd'hui. Nouveaux objets de recherche. Courants et débats. Le métier d'historien, Auxerre, 1999, p. 45-49.